# Rubus newbouldii
Rubus newbouldii är en rosväxtart som beskrevs av Charles Cardale Babington. Rubus newbouldii ingår i släktet rubusar, och familjen rosväxter. Inga underarter finns listade i Catalogue of Life.